# ディーアンドエムホールディングス
株式会社ディーアンドエムホールディングス（英: D&M Holdings Inc.）は日本の音響機器・映像機器の企画・製造・販売を行う事業持株会社である。

## 概要
リップルウッド（後のRHJインターナショナル）主導により旧日本コロムビアのAV・メディア関連機器部門が分社されたデノン（後のデノンコンシューマーマーケティング）と、フィリップスの持株比率を49%とし傘下から独立した日本マランツ（後のマランツコンシューマーマーケティング）が、2002年3月に新設持株会社への株式移転による経営統合を発表したことに遡る。同年5月13日にディーアンドエムホールディングスへの株式移転を行い、同社は日本マランツの流れから東京証券取引所2部市場へ上場した。
移転比率は【デノン=0.4416 対 日本マランツ=1】で、日本マランツが一見有利に見えるが、デノンの発行済み株式数が日本マランツより過多な点【デノン1億2千万株 対 日本マランツ22,709,280株】に注意を要する。株式移転によって、デノンの大株主（98%）であるニューデノンを保有するリップルウッドが持株会社の筆頭株主になる計算である事から、リップルウッドによるデノンと日本マランツ両社の実質的な買収という結果になった。
2005年4月1日付けでデノンと日本マランツは、親会社であるディーアンドエムホールディングスへ吸収合併となり完全統合を達成した。2社の事業はディーアンドエムの社内カンパニー制へと継承した。従って「ホールディングス」と名が残っているが純粋持株会社ではなく事業持株会社である。
2008年6月に米国のベインキャピタルが特別目的会社の株式会社BJC-2を通じて、平均株価に3割強のプレミアムを付加した金額での株式公開買い付け（TOB）を実施して友好的買収を行う事を発表した。筆頭株主のRHJインターナショナルは賛同し、保有するディーアンドエム株式を231億円で売却し、これによって126億円の譲渡利益（キャピタルゲイン）を得た。TOBの結果、特別目的会社に買収されて2008年12月4日に上場廃止した。
2017年3月に米国のSound United LLCがディーアンドエムホールディングスの買収を完了したと発表した。 今後合弁会社を設立し、新生 Sound United としてこれまでの各ブランドビジネスを継続する意向。
2022年4月12日、Sound United LLCはMasimoに買収された。
2025年5月6日、韓国サムスン電子の完全子会社であるハーマンが、Masimoからコンシューマーオーディオ事業部門のSound Unitedを買収したと発表、デノン、マランツもサムスン傘下となる。

## 経営を統合しブランドを共存
経営統合により、それぞれに伝統と格式を持つ両ブランドの存廃に注目が集まったが、一方のブランドを縮小または廃止したり、価格帯や発売地域によって使い分ける等の整理を行わず、それぞれのブランドカンパニーが市場で競合する製品を互いに発売し続けている。資材調達、営業部門などは統合されているが製品の出来を大きく左右するキーパーツなどはそれぞれ独自に選定している模様。経営統合による安定した資本や販路を軸に、一層特色ある製品を生み出す事によって発展を目指す手法は、ブランドや価格帯の枠を超えた共通化を行いコストダウンを図る事が製造業再編の常套手段となっている中で異色なケースといえる。

## 主なブランド
以下の記述には、すでに所有していないブランドも含んでいる。
- DENON（デノン）

デノンの前身企業のひとつである日本電気音響を経て、後に日本コロムビアが使用していた「デンオン」ブランドがルーツ。
- marantz（マランツ）

日本マランツが使用していたアメリカの高級オーディオメーカー、マランツ・カンパニーのブランド。
- Boston Acoustics（ボストン・アコースティックス）

アメリカのスピーカーブランド。
先進的な研究・開発設備を持っていたが、現在は殆ど何も残っていない
高級スピーカーやカーオーディオ等で知られていた。

## 販売終了したブランド
- D&M Professional（ディーアンドエム プロフェッショナル）

2014年5月に米国inMusic社へ、D&M Professionalのブランドと開発設備等を含めその全てが売却された。
業務用機器を担当する社内カンパニーのブランドであったが、事業譲渡後は日本国内での製品開発はされておらず、日本法人のinMusic Japanが輸入販売と製品の保守事業を行っている。
D&M Professional製品にはDENON・marantzの両ブランドの右下にPROFESSIONALの文字が入ったロゴが使われており、譲渡後もブランドは引き続き使用されているが、ディーアンドエム及び両ブランドとの関係はない。
- ALLEN & HEATH

2014年3月に投資企業Electra Private Equity PLCに売却された。
ライブハウス、音楽スタジオ向けの業務用ミキシングコンソールやDJ機器を得意とする英国企業であった。
日本国内では直営での展開は行われず製品分野ごとに各代理店が輸入権を獲得し展開している。
- Calrec

2014年3月に投資企業Electra Private Equity PLCに売却された。
放送局向けの業務用ミキシングコンソールを得意とする英国企業であった。
日本国内では直営での展開は行われずヒビノグループ企業のヒビノインターサウンドが取り扱う。
- PREMIUM SOUND SOLUTIONS

2014年1月にオランダValue Enhancement Partnersに売却された。
フィリップスのサウンドソリューションズ部門を買収しカーオーディオのOEM供給などを行っていた。
- replayTV（リプレイTV）

デジタルビデオレコーダーのブランド。2007年12月、ディレクTVへの売却が発表された。
- mcIntosh（マッキントッシュ）

アメリカの高級オーディオメーカー、マッキントッシュ・ラボをクラリオン（現：フォルシアクラリオン・エレクトロニクス）の米国法人から買収し2007年には販売会社のマッキントッシュ・ジャパンを設立し日本国内での販売権も獲得したが、2012年秋にディーアンドエム傘下を離れた。
- SNELL（スネル・アコースティックス）

アメリカの高級スピーカーブランド。洗練された木工技術を持ちシアターシステムの音場生成で知られる。
- ESCIENT（エシェント）

ホームネットワークAVシステムのブランド。
- SUPERSCOPE（スーパースコープ）

1970年代の日本マランツの親会社。
2006年から株式会社CSRに楽器練習用CDプレーヤーのライセンス生産及び国内販売業務を移管。
- Rio（リオ）

デジタルオーディオプレーヤーの先駆的ブランド。
2003年のソニックブルー社倒産に伴い買収したが競争激化による販売不振等を理由に2005年撤退。サポート業務は継続されている。
- COLUMBIA（コロムビア）

2012年頃まで主に家庭用カラオケ機器やごく一部のゼネラルオーディオ製品（例・卓上型ラジオ、ポータブル電蓄、モジュラーステレオ、ラジオカセットレコーダー等）に使用されていたブランド。なお、旧日本コロムビア時代には1970年代初頭までごく一部のピュアオーディオ、およびテレビ、生活家電製品（クーラー、冷蔵庫等）のブランドとして使用されていた時期があった。